# Muscopteryx longiseta
Muscopteryx longiseta là một loài ruồi trong họ Tachinidae.